# Tenuta Reale (Viareggio)
La villa Borbone ou Tenuta Reale, est un domaine situé dans la ville italienne de Viareggio. Elle a été construite sur le Viale dei Tigli qui relie la ville balnéaire au hameau de Torre del Lago.

## Histoire et description

### Pavillon de chasse des Bourbon-Parme

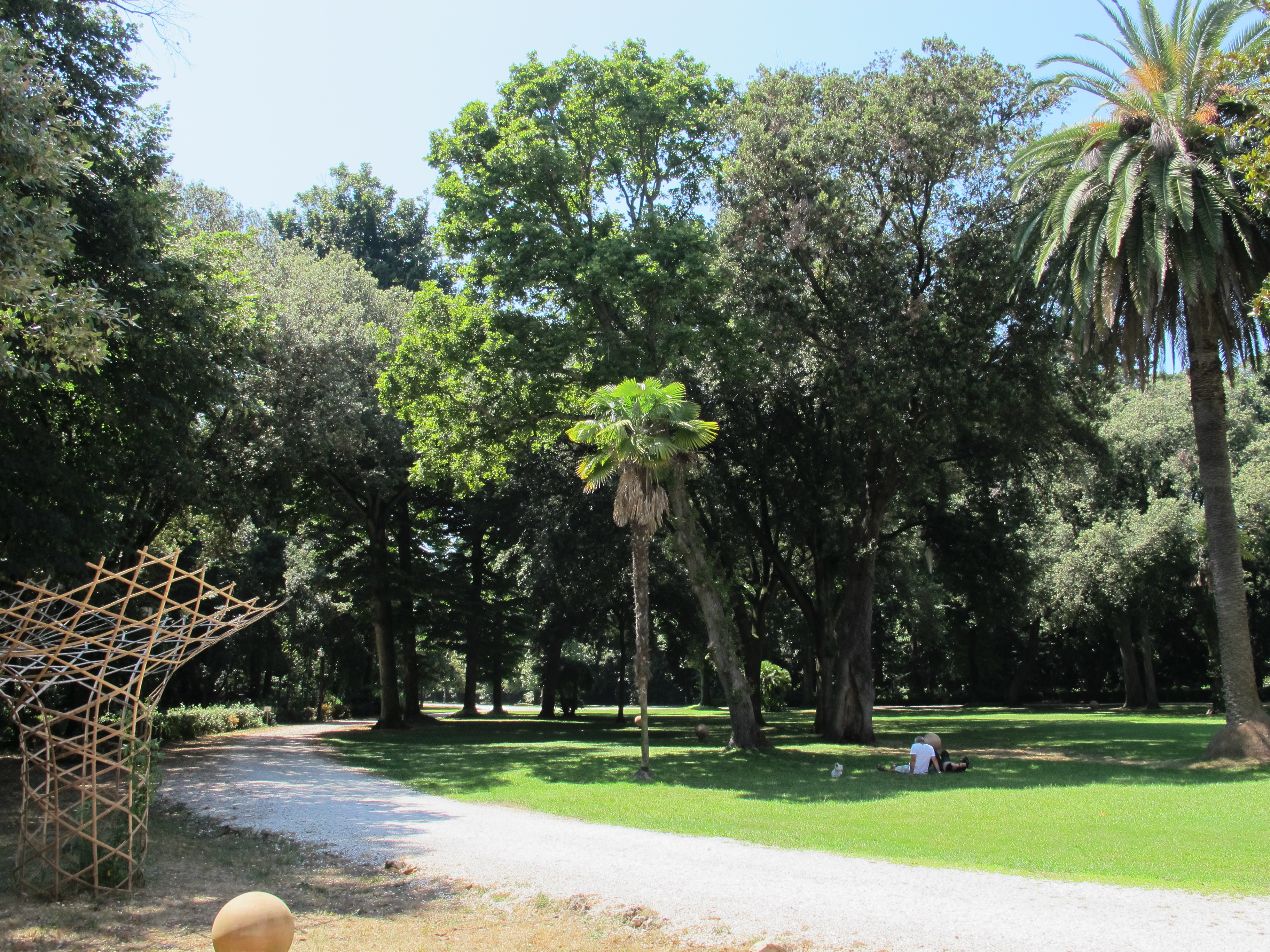
Le parc de la Villa Borbone.

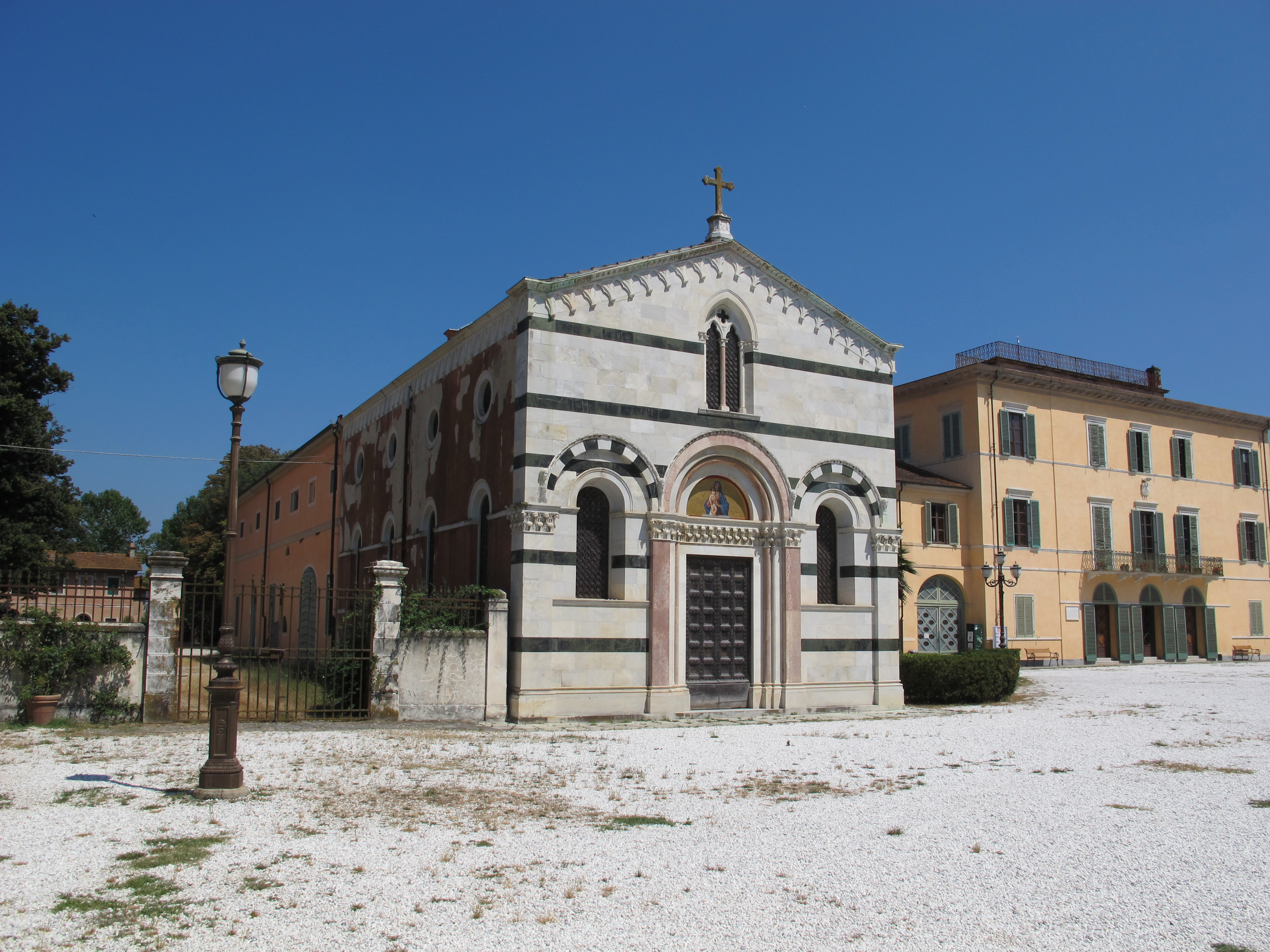
La chapelle.

La villa, conçue comme étant un pavillon de chasse, a été construite à partir de 1821 par l'architecte de la cour italienne de Lucques, Lorenzo Nottolini pour le compte de la duchesse Marie-Louise de Bourbon, alors souveraine du minuscule duché depuis 1815.
Trois bâtiments distincts furent ainsi créés, chacun comportant trois étages. Le corps central étant destiné à servir de résidence pour la famille ducale et les ailes latérales à servir d'écuries, d'entrepôts et de locaux en général. Le parc, qui fait aujourd'hui partie de la réserve du parc naturel de Migliarino-San Rossore-Massaciuccoli, se situe à la hauteur de la localité de Lecciona.
L'édifice, qui avait été construit comme étant un petit pavillon de chasse, fut considérablement agrandi après la mort de Marie-Louise. Ainsi, en 1834, avec l'agrandissement des corps latéraux et la construction progressive au fil des ans d'autres bâtiments satellites, tels que des écuries, des maisons pour les agriculteurs et des serres, la petite maison de campagne devint rapidement une résidence ducale d’importance. Vers 1850, avec la construction d'autres bâtiments, la villa centrale fut reliée aux ailes latérales et le jardin fut restructuré, pour obtenir le parc que l’on connaît aujourd’hui, grand de près de 36 000 m2.
La chapelle du Sepolcreto fut construite en 1849 pour le compte de Charles III de Bourbon, duc de Parme (petit-fils de Marie-Louise), et fut dédiée à saint Charles Borromée. Depuis un passage privé, la famille ducale assistait à la messe célébrée par les frères franciscains. Son aspect actuel provient cependant de la rénovation de 1885 réalisée par l'architecte Giuseppe Pardini, qui utilisa des marbres fins à l'intérieur comme à l'extérieur. 
La plupart des ducs de Parme appartenant à la Maison de Bourbon sont enterrés ici. Les monuments funéraires de Charles III de Parme (dont le corps a été exhumé et étudié par la Division de Paléopathologie de l'Université de Pise sous la direction de Gino Fornaciari) et de Charles II de Parme sont les plus imposants du fait de leurs gisants. Les autres membres de la famille inhumés au sein de la chapelle sont situés dans des caveaux bien plus simples.

### Résidence principale de la duchesse de Madrid
À partir de 1871, Marguerite, épouse de Charles de Bourbon, prétendant carliste au trône d'Espagne, y résida de façon permanente. Elle avait en effet reçue la villa à la mort de son père, Charles III de Parme, cité précédemment. Ce fut une véritable période de splendeur pour la villa, durant laquelle elle hébergea une cour de 36 personnes.
À l'intérieur, subsistent l'escalier principal et quelques pièces aux décorations simples de fresques ou aux sols richement marquetés. Après la mort de Marguerite en 1893, la villa devint la propriété de sa fille aînée Blanche, épouse depuis 1889 de l’archiduc toscan Léopold-Salvator de Habsbourg-Lorraine. La princesse change alors le nom de la bâtisse qui adopte alors celui de Villa Archiducale (dû au statut impérial de sa nouvelle propriétaire). La nombreuse famille de Blanche passa dès lors une partie de ses vacances au sein de la villa.

### Depuis 1900
Cependant, en 1906, la Marine italienne confisqua la villa pour les besoins du Balipedio, et elle fut utilisée par l'armée pendant la Première et la Seconde Guerre mondiale, abritant alors un quartier général allemand et américain et subissant de nombreux pillages et dommages. 
À la fin du conflit, il revint aux héritiers légitimes des Bourbons, en particulier à l'archiduchesse Marguerite de Habsbourg-Lorraine, fille de Blanche, qui continua à y vivre jusqu'à ce qu'elle la vende peu avant de mourir, en 1985 à Benvenuto Barsanti, qui en fit ensuite don à la municipalité de Viareggio. Un projet de restauration et de réutilisation du parc a débuté en 1999.
La villa est principalement utilisée à des fins culturelles telles que des expositions et des conférences. Par exemple, lors de l'été 2006 la villa a accueilli une exposition de scénographies réalisée par le peintre italien Galileo Chini pour les opéras de Giacomo Puccini. L'année suivante, une exposition consacrée à l'opéra La Bohème de Puccini y fut également organisée.
La villa est le siège de l'autorité du parc naturel de Migliarino-San Rossore-Massaciuccoli.